# Cynegils del Wessex
Cynegils Ceoling (... – 642 circa) regnò sul Wessex (reame anglosassone nell'Inghilterra altomedievale) dal 611 al 642, aprendolo per la prima volta al cristianesimo.
Figlio di re Ceol del Wessex, succedette sul trono allo zio, re Ceolwulf dopo la sua morte. Nel 614, Cynegils e il figlio Cwichelm sconfissero i gallesi si scontrarono con re Penda di Mercia nella battaglia di Cirencester. Lo scontro finì con la firma di un trattato. Nel 634 Cynegils permise al vescovo Birino di predicare il Cristianesimo per la prima volta nel Wessex. L'anno successivo Birino battezzò sia Cynegils sia re Oswald di Northumbria, e fondò la Diocesi di Winchester. E l'anno dopo Cwichelm fu battezzato, sebbene sia poi morto in questo stesso anno combattendo i gallesi. Cynegils morì invece nel 643 e a lui succedette sul trono il figlio Cenwalh.
Cynegils ebbe 5 figli:
- Cwichelm
- Cenwalh
- Centwine
- Cyneburh
- Egelwine o Ethelwine